# کوه کاریلون
کوه کاریلون (به انگلیسی: Mount Carillon) یک تپه در ایالات متحده آمریکا است که در شهرستان اینیو، کالیفرنیا واقع شده‌است.